# Emilio Estefan
Emilio Estefan Gómez (Santiago de Cuba; 4 de marzo de 1953) es un músico y productor cubano-estadounidense, cofundador del grupo musical Miami Sound Machine junto con su esposa, Gloria Estefan.
Durante su trayectoria musical, ha ganado dos premios Grammy y seis premios Grammy Latinos, incluyendo productor del año en 2000 y un premio especial de la Academia Latina de Artes y Ciencias de la Grabación a la persona del año por su contribución a la industria musical.

## Biografía
Tras dejar su Cuba natal con su padre y recalar cierto tiempo en España, en 1968 se mudaron a Miami, Estados Unidos, donde al principio hubo de compartir un apartamento con quince miembros de su familia. Se ganaba la vida haciendo encargos a sus vecinos utilizando un carro usado. Estefan luego comenzó a trabajar en concursos de belleza locales y en Bacardí, donde se le contrató para el departamento de correspondencia para después promoverlo al departamento de mercadotecnia para Iberoamérica.
Sin embargo, las verdaderas pasiones de Estefan siempre estuvieron relacionadas con la música. Formó un grupo denominado "Miami Latin Boys". El grupo tuvo éxito y empezó a recibir contratos para tocar en diversos eventos privados y en fiestas en la zona de Miami. En uno de los eventos, Emilio conoció a Gloria Estefan, en ese entonces Gloria Fajardo, a quien ofreció integrarse en el grupo, renombrado como "Miami Sound Machine". El ingreso definitivo de Gloria en la banda, en la cual Emilio tocaba el acordeón, tuvo lugar en 1977.
A comienzos de los años ochenta, el grupo, que también incluía al futuro esposo de la locutora Cristina Saralegui, Marcos Ávila, se había ya convertido en una banda de importancia internacional. Las canciones "Get On Your Feet" y "Conga" se convirtieron en éxitos número uno en algunos países. El éxito del grupo vino tras haber firmado Emilio un contrato de exclusividad con la CBS.
El éxito de Gloria Estefan como solista repercutió en Emilio Estefan, que pronto llegó a ser conocido productor de artistas hispanoamericanos. Comenzó a arreglar álbumes para una amplia gama de cantantes (incluyendo a Azúcar Moreno, Thalía, Shakira, Charlie Zaa, Ricky Martin, Natalia Jiménez, Carlos Vives y Cristian Castro, entre otros tantos) y Estefan hizo amistad con sus compatriotas Celia Cruz y Pedro Knight.
Para finales de los años ochenta, los Estefan ya poseían una mansión en una exclusiva urbanización de Miami y Emilio era dueño ya, de Crescent Moon Studios (Estudios Luna Creciente), su estudio personal de grabación también en Miami.
En el año 2002, Estefan comenzó a producir los Grammy Latinos, evento anual televisado.
El 24 de agosto de 2005, Estefan y el rapero P. Diddy anunciaron la creación de un nuevo sello discográfico: Bad Boy Latino para ayudar a cantantes latinos de rap. Más tarde, en noviembre del mismo año, se anunció que Emilio sería el productor exclusivo de la cantante y actriz Jennifer Lopez en su álbum en español Como Ama Una Mujer. Fue lanzado el 27 de marzo de 2007.
El 13 de marzo de 2006 HarperCollins Publishers anunciaron la futura publicación de Estefan titulada Think Big!: If You Can Dream It, You Can Do It que pretende ser una autobiografía con mensajes y consejos para llegar lejos en tus sueños.
En 2008 vuelve a trabajar con Thalía en su álbum Lunada.
En el 2011 fue el coordinador del libro La experiencia del exilio: un viaje a la libertad en la que invitó a colaborar a cuatro escritores cubanos reconocidos internacionalmente como el poeta y escritor Carlos Pintado, Mirta Ojito, el periodista Carlos Alberto Montaner y Carlos Eire.

## Vida personal
Gloria Fajardo se relacionó sentimentalmente con el líder de Miami Sound Machine alrededor del año 1976 y se casó con Emilio el 2 de septiembre de 1978 a los 21 años cumplidos.
Tienen 2 hijos: Nayib, nacido el 2 de septiembre de 1980, y Emily Marie, el 5 de diciembre de 1994. Viven en Star Island, una pequeña exclusiva isla entre Miami y Miami Beach donde otros cantantes también adquirieron una vivienda.
En 1995, un estudiante de la Universidad de Howard murió y otro fue herido cuando su yate personal colisionó con el de los Estefan.
En 2002, un actor que apareció como extra en uno de los videoclips musicales de Gloria Estefan, alegó que Emilio Estefan lo había acosado sexualmente.
En una entrevista para CNN+ de España, Gloria declaró que adicional a la carrera de producción musical, la pareja se dedica a administrar una cadena de restaurantes de categoría en Miami. Uno de ellos es el café Estefan Express, en Ocean Dr, junto al Hotel Cardozo, también propiedad de los Estefan.
En 2017, saltó nuevamente a la fama tras conocerse que hacia sesiones de skype con el músico compositor Eduardo Rotela.

## Premios
En noviembre de 2015 fue galardonado junto con Gloria Estefan con la Medalla de la Libertad máximo reconocimiento civil de Estados Unidos.